# Aeródromo de Sotos

i8
i11
i13
Aeródromo de Sotos ist ein Flugplatz im Gemeindegebiet Sotorribas in der spanischen Provinz Cuenca in der Autonomen Gemeinschaft Kastilien-La Mancha.
Der Flugplatz liegt rund zwei Kilometer nordöstlich von der Stadt Sotorribas entfernt. Der Aeródromo ist für die zivile Luftfahrt unter VFR-Bedingungen zugelassen. Er wurde in den 1970er Jahren auf der Finca Sotos direkt im Tal an der Waldgrenze der Sierra de Bascuñana errichtet. 
In den Sommermonaten ist er die Basis für Löschflugzeuge und Hubschrauber von der Junta de Comunidades de Castilla-La Mancha (Fomento de la planificación, protección y defensa contra incendios forestales). Auf Grund der geografischen und klimatischen Lage wird der Platz auch vielfach von Segelfliegern für Streckenflüge genutzt. Der Hubschrauberlandeplatz und die Tankstelle befinden sich am Anfang der Piste 16.

## Ausbau
Derzeit liegt im Gemeinderat ein Projekt vor mit dem Ziel der Verlängerung der Piste, den Bau neuer Hangars und der Errichtung eines Kontrollturms.